# Tylerius spinosissimus
Tylerius spinosissimus (Regan, 1908) è un pesce osseo della famiglia dei Tetraodontidae, unica specie del genere Tylerius.

## Descrizione
Questa specie può crescere fino a una lunghezza di 12 centimetri.

## Distribuzione e habitat
Originalmente nativo dell'oceano Indiano, dell'oceano Pacifico sud-occidentale e dell'oceano Atlantico lungo la costa del Sud Africa, ha successivamente colonizzato il mar Mediterraneo come specie migrante lessepsiana.